# GJ 9827
Désignations
GJ 9827 est un système planétaire situé à ∼ 96,8 a.l. (∼ 29,7 pc) dans la constellation des Poissons. Il est constitué d'une étoile naine et d'au moins trois planètes de type super-Terre découvertes par le télescope spatial Kepler.
GJ 9827 est une naine orange de type spectral K6V d'une magnitude apparente de 10,10. Ses trois planètes (b, c, d) ont des rayons de 1,62, 1,27 et 2,09 fois supérieurs à ceux de la Terre et des périodes de 1,209, 3,648 et 6,201 jours. En raison de sa proximité avec le système solaire, le système est considéré comme une excellente cible pour étudier les conditions atmosphériques des exoplanètes.

## Système planétaire
Fin 2017, les masses des trois planètes ont été déterminées à l'aide du spectrographe Planet Finder du télescope Magellan II. La planète GJ 9827 b s'est révélée être très riche en fer, tandis que la planète GJ 9827 c est principalement rocheuse et que GJ 9827 d est une planète riche en composés volatiles typique. GJ 9827 b est l'une des planètes les plus denses connues, sa masse contenant environ ≥ 50 % de fer.
Des mesures de vitesse radiale plus précises réalisées en 2018 indiquent que les trois planètes ont une densité inférieure à celle de la Terre et une certaine quantité de composés volatils dans leurs compositions. Les trois planètes sont très chaudes avec des températures avoisinant celles de Vénus et Mercure (ou bien au-dessus dans le cas de GJ 9827 b). Les rayons et les masses des planètes les placent dans la transition entre les planètes terrestres (c’est-à-dire rocheuses) et les géantes de gaz.

### GJ 9827 b
GJ 9827 b est une exoplanète de type super-Terre, d'une masse de 3,42 Terres. Il lui faut 1,2 jour pour compléter une orbite autour de son étoile, à une distance moyenne de 0,018 88 ua.

### GJ 9827 c
GJ 9827 c est une super-Terre d'une masse de 2,42 Terres. Elle complète une orbite autour de son étoile en 3,6 jours, à une distance moyenne de 0,039 42 ua.

### GJ 9827 d
GJ 9827 d est une super-terre d'une masse de 5,2 Terres. Elle complète une orbite autour de son étoile en 6,2 jours, à une distance moyenne de 0,056 15 ua. GJ 9827 d mesure 2,08 rayons terrestres avec une température de 648 K (soit 375 °C).